# Science-Fiction-Jahr 1969
Übersicht

◄◄ | ◄ | 1965 | 1966 | 1967 | 1968 | Science-Fiction-Jahr 1969 | 1970 | 1971 | 1972 | 1973 | ► | ►►

Weitere Ereignisse